# Pristimantis ocreatus
Pristimantis ocreatus es una especie de anfibio anuro de la familia Craugastoridae.

## Distribución
Esta especie es endémica de la provincia de Carchi en el norte de Ecuador. Habita entre los 3000 y 4150 m de altitud en los Páramos del Ángel en la Cordillera Occidental.
Su presencia es incierta en el departamento de Nariño en Colombia.

## Descripción
Los machos miden de 12.4 a 17.2 mm y las hembras de 19.6 a 20.2 mm.

## Publicación original
- Lynch, 1981 : Leptodactylid frogs of the genus Eleutherodactylus in the Andes of northern Ecuador and adjacent Colombia. Miscellaneous Publication, Museum of Natural History, University of Kansas, n.º 72, p. 1-46[5]